# Smederevska Palanka
Smederevska Palanka (tiếng Serbia: Смедеревска Паланка) là một thành phố và khu tự quản của Serbia. Thành phố Smederevska Palanka có diện tích km2, dân số là 25.300 người (theo điều tra dân số Serbia năm 2002) còn dân số cả khu tự quản là 59.605 người. Đây là thủ phủ hành chính của quận Podunavlje.

## Hành chính
Ngoài thị xã, khu tự quản Smederevska Palanka còn gồm các làng sau:
- Azanja (3946)
- Bačinac (688)
- Baničina (941)
- Bašin (442)
- Cerovac (1054)
- Glibovac (2096)
- Golobok (1988)
- Grčac (1094)
- Kusadak (4865)
- Mala Plana (803)
- Mramorac (553)
- Pridvorice (787)
- Ratari (1766)
- Selevac (3381)
- Stojačak (364)
- Vlaški Do (971)
- Vodice (881)

## Khí hậu
| Dữ liệu khí hậu của Smederevska Palanka (1981–2010, cực độ 1961–2010) | Dữ liệu khí hậu của Smederevska Palanka (1981–2010, cực độ 1961–2010) | Dữ liệu khí hậu của Smederevska Palanka (1981–2010, cực độ 1961–2010) | Dữ liệu khí hậu của Smederevska Palanka (1981–2010, cực độ 1961–2010) | Dữ liệu khí hậu của Smederevska Palanka (1981–2010, cực độ 1961–2010) | Dữ liệu khí hậu của Smederevska Palanka (1981–2010, cực độ 1961–2010) | Dữ liệu khí hậu của Smederevska Palanka (1981–2010, cực độ 1961–2010) | Dữ liệu khí hậu của Smederevska Palanka (1981–2010, cực độ 1961–2010) | Dữ liệu khí hậu của Smederevska Palanka (1981–2010, cực độ 1961–2010) | Dữ liệu khí hậu của Smederevska Palanka (1981–2010, cực độ 1961–2010) | Dữ liệu khí hậu của Smederevska Palanka (1981–2010, cực độ 1961–2010) | Dữ liệu khí hậu của Smederevska Palanka (1981–2010, cực độ 1961–2010) | Dữ liệu khí hậu của Smederevska Palanka (1981–2010, cực độ 1961–2010) | Dữ liệu khí hậu của Smederevska Palanka (1981–2010, cực độ 1961–2010) |
| Tháng                                                                 | 1                                                                     | 2                                                                     | 3                                                                     | 4                                                                     | 5                                                                     | 6                                                                     | 7                                                                     | 8                                                                     | 9                                                                     | 10                                                                    | 11                                                                    | 12                                                                    | Năm                                                                   |
| --------------------------------------------------------------------- | --------------------------------------------------------------------- | --------------------------------------------------------------------- | --------------------------------------------------------------------- | --------------------------------------------------------------------- | --------------------------------------------------------------------- | --------------------------------------------------------------------- | --------------------------------------------------------------------- | --------------------------------------------------------------------- | --------------------------------------------------------------------- | --------------------------------------------------------------------- | --------------------------------------------------------------------- | --------------------------------------------------------------------- | --------------------------------------------------------------------- |
| Cao kỉ lục °C (°F)                                                    | 20.6 (69.1)                                                           | 24.4 (75.9)                                                           | 28.3 (82.9)                                                           | 31.2 (88.2)                                                           | 35.6 (96.1)                                                           | 39.7 (103.5)                                                          | 44.9 (112.8)                                                          | 41.7 (107.1)                                                          | 37.4 (99.3)                                                           | 32.5 (90.5)                                                           | 28.0 (82.4)                                                           | 21.6 (70.9)                                                           | 44.9 (112.8)                                                          |
| Trung bình ngày tối đa °C (°F)                                        | 4.7 (40.5)                                                            | 7.1 (44.8)                                                            | 12.5 (54.5)                                                           | 18.0 (64.4)                                                           | 23.3 (73.9)                                                           | 26.2 (79.2)                                                           | 28.7 (83.7)                                                           | 28.8 (83.8)                                                           | 24.1 (75.4)                                                           | 18.3 (64.9)                                                           | 11.3 (52.3)                                                           | 5.7 (42.3)                                                            | 17.4 (63.3)                                                           |
| Trung bình ngày °C (°F)                                               | 0.7 (33.3)                                                            | 2.1 (35.8)                                                            | 6.5 (43.7)                                                            | 11.8 (53.2)                                                           | 17.0 (62.6)                                                           | 20.1 (68.2)                                                           | 22.0 (71.6)                                                           | 21.6 (70.9)                                                           | 16.8 (62.2)                                                           | 11.7 (53.1)                                                           | 6.2 (43.2)                                                            | 1.9 (35.4)                                                            | 11.5 (52.7)                                                           |
| Tối thiểu trung bình ngày °C (°F)                                     | −2.8 (27.0)                                                           | −2.1 (28.2)                                                           | 1.4 (34.5)                                                            | 5.9 (42.6)                                                            | 10.6 (51.1)                                                           | 13.7 (56.7)                                                           | 15.1 (59.2)                                                           | 14.8 (58.6)                                                           | 11.0 (51.8)                                                           | 6.6 (43.9)                                                            | 2.3 (36.1)                                                            | −1.4 (29.5)                                                           | 6.3 (43.3)                                                            |
| Thấp kỉ lục °C (°F)                                                   | −29.9 (−21.8)                                                         | −25.7 (−14.3)                                                         | −20.7 (−5.3)                                                          | −7.8 (18.0)                                                           | −0.8 (30.6)                                                           | 1.5 (34.7)                                                            | 6.5 (43.7)                                                            | 5.1 (41.2)                                                            | −3.3 (26.1)                                                           | −7.3 (18.9)                                                           | −16.5 (2.3)                                                           | −23.6 (−10.5)                                                         | −29.9 (−21.8)                                                         |
| Lượng Giáng thủy trung bình mm (inches)                               | 42.4 (1.67)                                                           | 39.2 (1.54)                                                           | 43.6 (1.72)                                                           | 50.1 (1.97)                                                           | 54.3 (2.14)                                                           | 78.7 (3.10)                                                           | 60.5 (2.38)                                                           | 58.9 (2.32)                                                           | 56.4 (2.22)                                                           | 51.2 (2.02)                                                           | 50.0 (1.97)                                                           | 51.8 (2.04)                                                           | 637.2 (25.09)                                                         |
| Số ngày giáng thủy trung bình (≥ 0.1 mm)                              | 13                                                                    | 12                                                                    | 12                                                                    | 13                                                                    | 13                                                                    | 13                                                                    | 10                                                                    | 8                                                                     | 10                                                                    | 10                                                                    | 12                                                                    | 15                                                                    | 139                                                                   |
| Độ ẩm tương đối trung bình (%)                                        | 81                                                                    | 75                                                                    | 68                                                                    | 66                                                                    | 67                                                                    | 68                                                                    | 66                                                                    | 66                                                                    | 72                                                                    | 75                                                                    | 78                                                                    | 82                                                                    | 72                                                                    |
| Số giờ nắng trung bình tháng                                          | 78.1                                                                  | 107.6                                                                 | 156.3                                                                 | 188.8                                                                 | 242.4                                                                 | 263.9                                                                 | 299.1                                                                 | 281.8                                                                 | 208.7                                                                 | 166.1                                                                 | 104.8                                                                 | 70.2                                                                  | 2.167,8                                                               |
| Nguồn: Republic Hydrometeorological Service of Serbia                 |                                                                       |                                                                       |                                                                       |                                                                       |                                                                       |                                                                       |                                                                       |                                                                       |                                                                       |                                                                       |                                                                       |                                                                       |                                                                       |

## Thành phố kết nghĩa
- Brčko, Bosnia và Herzegovina
- Škofja Loka, Slovenia